# Znanost u 1863.
◄◄ | ◄ | 1860. | 1861. | 1862. | 1863.  | 1864. | 1865. | 1866. | ► | ►►
Arhitektura • Astronomija • Biologija • Fotografija • Glazba • Kazalište • Kemija • Kiparstvo • Knjige • Književnost • Kršćanstvo • Meteorologija • Medicina • Planinarstvo • Politika • Pravo • Promet • Slikarstvo • Šport • Znanost • Željeznički promet
Znanost u 1863.

## Svijet

### Rođenja
- 8. prosinca − Mary Edith Durham, britanska antropologinja, slikarica, spisateljica i putopiskinja († 1944.)

## Vanjske poveznice
|  | Zajednički poslužitelj ima još gradiva o temi Znanost u 1863. |